# Чёрная книга (фильм)
«Чёрная книга» (нидерл. Zwartboek) — военный драматический триллер 2006 года, снятый совместно с Полом Верховеном, в главных ролях: Кэрис ван Хаутен, Себастьян Кох, Том Хоффман и Халина Рейн. Фильм, основанный на нескольких реальных событиях и персонажах, рассказывает о молодой еврейской женщине в Нидерландах, которая становится шпионом сопротивления во время Второй мировой войны после трагедии, постигшей её при столкновении с нацистами. Мировая премьера фильма состоялась 1 сентября 2006 года на 63-м Венецианском кинофестивале, а его публичный показ состоялся 14 сентября 2006 года в Нидерландах. Это первый фильм, который Верховен снял в родных Нидерландах после «Четвёртого мужчины», снятого в 1983 году до его переезда в США.
Пресса в Нидерландах была положительной; с тремя «Золотыми тельцами» фильм «Чёрная книга» завоевал наибольшее количество наград на Нидерландском кинофестивале в 2006 году. Международная пресса также отреагировала положительно, особенно на игру Ван Хаутена. Он был номинирован на премию BAFTA за лучший неанглоязычный фильм и был представлен голландцами на премию «Оскар» за лучший фильм на иностранном языке в 2007 году, попав в шорт-лист января.
Он был в три раза дороже любого голландского фильма, когда-либо снятого, а также самым коммерчески успешным в Нидерландах, с самыми высокими кассовыми сборами в стране в 2006 году. В 2008 году голландская публика проголосовала за него как за лучший голландский фильм всех времён.

## Сюжет
В 1944 году голландская еврейская певица Рахиль Штайн скрывается в оккупированных Нидерландах. Когда фермерский дом, где она пряталась, был разрушен бомбардировщиком союзников, она отправляется на встречу с адвокатом по имени Смаал, который помогал её семье. Он организует ей побег в освобождённую южную часть страны. С помощью человека по имени Ван Гейн Рахиль воссоединяется со своей семьёй и садится на корабль, который должен доставить их и других беженцев на юг. Они попадают в засаду, устроенную эсэсовцами, которые убивают их и забирают ценные вещи с тел. Одна только Рахиль выживает, но ей не удаётся сбежать с оккупированной территории.
Используя нееврейский псевдоним Эллис де Фриз, Рахиль вступает в группу сопротивления в Гааге под руководством Гербена Кёйперса и тесно сотрудничает с врачом Хансом Аккермансом. Смаал поддерживает связь с этой ячейкой Сопротивления. Когда сын Кёйперса и другие члены Сопротивления попадают в плен, Эллис соглашается помочь, соблазнив местного командира СД гауптштурмфюрера Людвига Мюнце. Во время вечеринки в штаб-квартире СД Эллис узнаёт в оберштурмфюрере Гюнтере Франкене, жестоком заместителе Мюнце, офицера, который наблюдал за бойней на яхте. Она получает работу в штаб-квартире СД и влюбляется в Мюнце, который, в отличие от Франкена, не склонен к насилию или садизму. Он понимает, что она еврейка, но ему все равно.
Благодаря скрытому микрофону, который Эллис установила в кабинете Франкена, Сопротивление понимает, что Ван Гейн — тот самый предатель, который предал Рахиль, её семью и других евреев. Вопреки приказу Кёйперса Аккерманс решает похитить Ван Гейна, чтобы разоблачить его. Их попытка проваливается, и Ван Гейн погибает. В ответ Франкен планирует убить 40 заложников, включая большинство заговорщиков, но Мюнце, который понимает, что война проиграна, и ведёт переговоры с Сопротивлением, отменяет приказ.
Мюнце заставляет Эллис рассказать ему свою историю. На основании её показаний он сталкивает Франкена с вышестоящим офицером, обергруппенфюрером Кютнером, который приказывает Франкену открыть свой сейф, ожидая найти ценности, украденные у убитых им евреев, что является тяжким преступлением. В сейфе нет никаких ценностей, и Франкен сообщает Кютнеру, что Мюнце ведёт переговоры с сопротивлением о перемирии. Мюнце заключён в тюрьму и приговорён к смертной казни. Сопротивление замышляет спасти своих заключённых членов; Эллис соглашается сотрудничать только при условии, что они также освободят Мюнце. План раскрыт, и спасатели обнаруживают, что камеры заключённых заполнены немецкими солдатами. Бежать удаётся только Аккермансу и ещё одному мужчине.
Эллис арестовывают и доставляют в офис Франкена. Он знает о ней и микрофоне и, зная, что члены сопротивления подслушивают, устраивает очную ставку, чтобы заставить их поверить, что Эллис — пособница, ответственная за провал операции по спасению. Кёйперс и его товарищи клянутся заставить её заплатить за измену. Ронни, голландка, работающая в штаб-квартире СД, которой Эллис рассказала о своей роли в сопротивлении, помогает ей и Мюнце сбежать.
Когда союзники освобождают страну, Франкен пытается сбежать на лодке, но его убивает Аккерманс, который забирает еврейскую добычу. Подозревая, что Смаал — предатель, Мюнце и Эллис возвращаются, чтобы противостоять ему. Смаал утверждает, что о личности предателя свидетельствует его «чёрная книга», в которой он подробно описал все свои отношения с евреями. Он отказывается обсуждать это дальше, желая обратиться к канадским властям. Когда они собираются уходить, неизвестный убивает Смаала и его жену. Мюнце преследует его на улице, но только для того, чтобы быть узнанным голландской толпой и арестованным солдатами канадской армии. Голландцы также узнают Эллис и арестовывают её как коллаборационистку, но не раньше, чем она схватит чёрную книгу.
Мюнце предстаёт перед канадскими офицерами и узнаёт, что Кютнер помогает поддерживать порядок среди побеждённых немецких войск. Кютнер убеждает канадского полковника, что, согласно военному законодательству, побеждённые немецкие военные сохраняют за собой право наказывать своих собственных солдат. В соответствии с немецким смертным приговором Мюнце был расстрелян.
Эллис находится в тюрьме вместе с обвиняемыми в коллаборационизме, подвергается унижениям и пыткам со стороны ярых антинацистов-добровольцев-тюремщиков, но его спасает Аккерманс, который теперь является полковником голландской армии. Аккерманс приводит её в свой медицинский кабинет и говорит, что убил Франкена, когда нацист пытался сбежать. Он показывает ей ценности, украденные у жертв-евреев. Узнав о судьбе Мюнце, Эллис впадает в шок, и Аккерманс вводит ей транквилизатор, который на самом деле является передозировкой инсулина. Эллис, почувствовав головокружение, видит флакон с инсулином и спасается тем, что быстро съедает плитку шоколада. Тогда она понимает, что Аккерманс — предатель, который сотрудничал с Франкеном и убил Смаалов. Пока Аккерманс отвлёкся, махая приветствующей его толпе, она прыгает с балкона в толпу внизу и убегает. Он пытается последовать за ними, но толпа преграждает ему путь.
Эллис доказывает свою невиновность канадской военной разведке и бывшему лидеру Сопротивления Гербену Кёйперсу с помощью чёрной книги Смаала, в которой указано, сколько евреев было доставлено к Аккермансу для медицинской помощи непосредственно перед их убийством. Эллис и Кёйперс перехватывают убегающих аккерманцев, которые прячутся в гробу в катафалке с украденными деньгами, золотом и драгоценностями. Они избивают водителя, и пока Кейперс управляет катафалком, Эллис завинчивает вентиляционные отверстия в гробу. Они едут в Холландс-Дип, где была устроена первая эсэсовская ловушка, и ждут, пока Аккерманс не задохнётся. Эллис и Кёйперс задаются вопросом, что делать с украденными деньгами и драгоценностями.
Действие переносится в Израиль в 1956 году, повторяя начальные сцены, и показывает, как Рахиль встречает своего мужа и их двоих детей, возвращаясь в кибуц Штайн, на воротах которого висит табличка, извещающая, что он финансируется за счёт средств, полученных от евреев, убитых во время войны. В финальной сцене спокойствие Рахиль и её семьи нарушают раздающиеся вдалеке взрывы; сирена объявляет о воздушном нападении, и израильские солдаты занимают позиции у входа в кибуц.

## В главных ролях

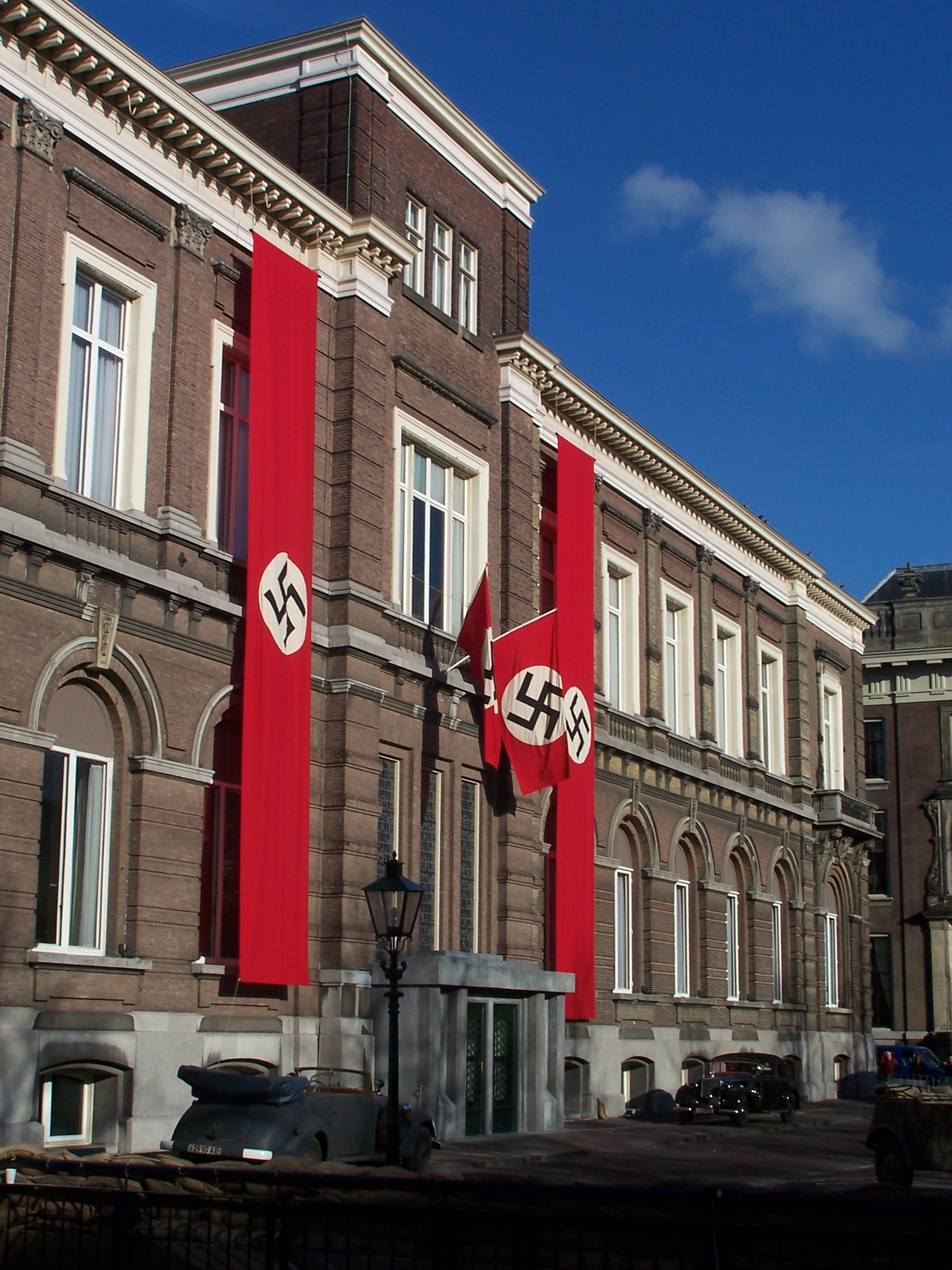
Подготовленная для съёмок локация в Гааге

| Актёр            | Роль                         |
| ---------------- | ---------------------------- |
| Карис ван Хаутен | Рахиль Штайн / Эллис де Фриз |
| Себастьян Кох    | Людвиг Мюнтце                |
| Том Хоффман      | Ханс Аккерманс               |
| Халина Рейн      | Ронни                        |
| Вальдемар Кобус  | Гюнтер Франкен               |
| Дерек де Линт    | Гербен Кёйперс               |
| Михиль Хаусман   | Роб                          |

## Создание

### Сценарий
Спустя 20 лет работы в США, Пол Верховен возвращается на родину в Нидерланды для работы над новым фильмом, тематика которого заняла особое место в жизни постановщика, который пережил войну в оккупированной немцами Гааге и в раннем детстве был свидетелем ужасов войны. Идея создания кинокартины родилась у Верховена и сценариста Герарда Сутемана ещё во время подготовки к съёмкам кинокартины «Оранжевый солдат» (1977). Изначально фильмы должны были быть сюжетно связаны, но позже вместо внедрения дополнительной сюжетной линии было решено создать самостоятельный фильм, доработка сценария которого шла на протяжении 15 лет.

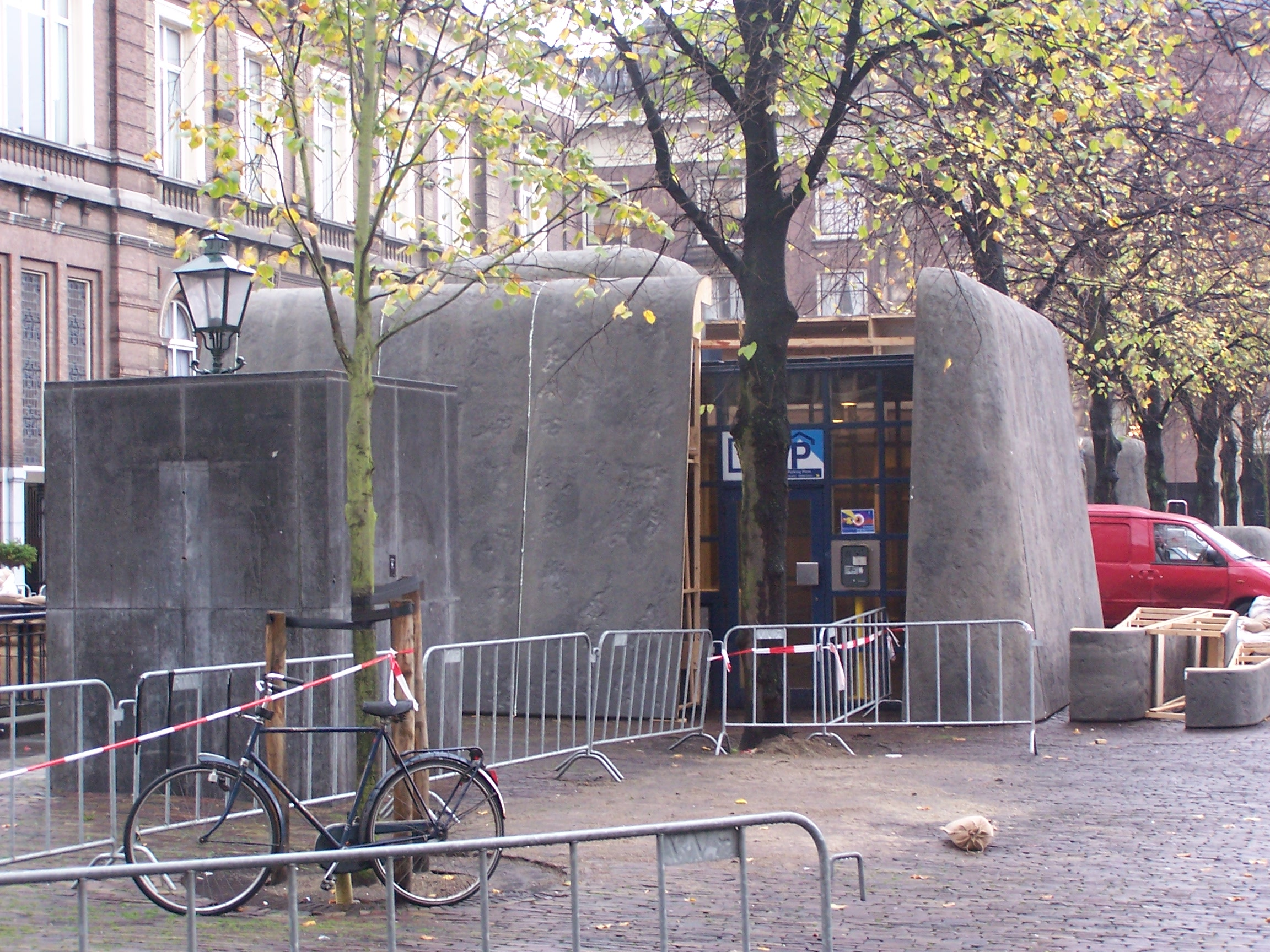
Макет «бункера», возведённый вокруг входа в подземную автостоянку на съёмочной площадке фильма

### Финансирование
Первоначальный бюджет фильма составил 12 миллионов евро, но впоследствии эта сумма оказалось недостаточной. Основные съёмки должны были начаться ещё в 2004 году, однако ряд зарубежных компаний так и не выполнили свои обязательства по финансированию проекта и начало работы откладывалось. Производство было возобновлено только осенью 2005 года, когда необходимый бюджет в 16 млн евро всё-таки был обеспечен. Более 2 млн евро из этой суммы внесли различные голландские общественные организации и Министерство образования и культуры.
Дополнительная задержка начала производства фильма произошла из-за занятости исполнительницы главной роли Карис Ван Хаутен, когда она, уже будучи утверждённой на главную роль, дала согласие сыграть в другой, уже театральной постановке. В связи с этим театральная компания подала судебный иск к продюсерам фильма, требуя компенсацию за перенос объявленной пьесы, и получила 60 тысяч евро в качестве возмещения понесённого ущерба. С окончательным производственным бюджетом в 18 миллионов евро «Чёрная книга» стала самым дорогим фильмом в истории нидерландского кинематографа.

### Съёмки
Основные съёмки проходили с 24 августа по 19 декабря 2005 г. в Нидерландах, по большей части в Гааге, и таких городах как Гитхорн, Делфт, Дордрехт и Харденберг, а также в Израиле. Самая масштабная в фильме сцена освобождения Гааги была снята с привлечением более чем 1200 человек массовки.
Одновременно с выходом фильма в прокат в сентябре 2006 года был опубликован роман-новеллизация, выполненная голландским писателем Лоренсом Спайнком (нидерл. Laurens Abbink Spaink). Роман дополняет и расширяет сюжет фильма, сопровождается иллюстрациями, а также послесловиями режиссёра Пола Верховена и сценариста Герарда Сутемана. «Черная книга» — литературный триллер. Его форма это нечто среднее между типичной новеллизацией, описывающей только то, что видит камера, и классическим литературным романом. Книга шире раскрывает темы фильма, прежде всего историю героини Рахиль Штайнн, её прошлого и воспоминаний.

### Историческая основа
История персонажа Рахиль Штайнн частично основана на реальной личности, бойце голландского сопротивления Эсме ван Эйген. Прототипом мистера Смаала, который вносил записи в чёрную книгу, стал пожилой адвокат Х. де Бур, убитый в Гааге 30 мая 1945 г., вскоре после её освобождения при невыясненных обстоятельствах. Во время войны де Бур поддерживал весьма тесные контакты с немецкой Службой безопасности и вёл переговоры между силами сопротивления и главнокомандующими немецкой армии. Кроме того, в одном из интервью Верховен подтвердил, что чёрная книга являлась дневником де Бура, который пропал после его убийства.

## Награды и номинации
- Венецианский кинофестиваль, 2006 год
  - Награда «Приз молодёжного кино за лучший иностранный фильм»
- Премия «Золотой телец»
  - Лучший фильм
  - Лучший режиссёр: Пол Верховен
  - Лучшая актриса: Карис ван Хаутен
- Британская академия, 2007 год
  - Лучший фильм на иностранном языке